# Casimir Betel
Casimir Betel (20 de agosto de 1997) es un deportista chadiano que compite en taekwondo.
Ganó dos medallas de bronce en los Juegos Panafricanos, en los años 2019 y 2023, y una medalla de bronce en el Campeonato Africano de Taekwondo de 2021.

## Palmarés internacional
| Juegos Panafricanos | Juegos Panafricanos | Juegos Panafricanos | Juegos Panafricanos |
| Año                 | Lugar               | Medalla             | Categoría           |
| ------------------- | ------------------- | ------------------- | ------------------- |
| 2019                | Rabat (Marruecos)   | Medalla de bronce   | –58 kg              |
| 2023                | Acra (Ghana)        | Medalla de bronce   | –58 kg              |
| Campeonato Africano |                     |                     |                     |
| Año                 | Lugar               | Medalla             | Categoría           |
| 2021                | Dakar (Senegal)     | Medalla de bronce   | –58 kg              |